# До Мъй
До Мъй (на виетнамски: Đỗ Mười) е виетнамски политик и държавен деец от Виетнамската комунистическа партия и министър-председател на Виетнам от юни 1988 до юни 1991 г. и Генерален секретар на Виетнамската комунистическа партия от 1991 до 1997 г.

## Животопис
Роден на 2 февруари 1917 г. Еди от близките съратницти на Националноосвободителното комунистическо движение на Виетнам Хо Ши Мин в периода от 1945 до 1954 г. След договора за независимост на Демократична република Виетнам, известен като северен Виетнам от 1954 г. До Мъй е председател на Военно-административния съвет на една от северно-виетнамските провинции. През 1969 г. става Първи зам. министър-председател. През 1976 г. след обединението на Виетнам и провъзгласяването на Социалистическа република Виетнам е избран за кандидат-член на Политбюро на Виетнамската компартия. От 1982 г. е член на Политбюро на ЦК.През юни 1988 г. е избран за Министър-председател на Социалистическа република Виетнам като става известен с т. нар. „Курс До Мъй“ за създаване на виетнамски социалистически модел на пазарна икономика, без премахване на социализма. През юни 1991 г. след оставката на тогавашния Генерален секретар на ВКП Нгуен Ван Лин До Мъй е избран за нов Генерален секретар. На този пост той е до 1997 г., след което от 1997 до 2001 г. е съветник в ЦК на ВКП. Умира на 1 октомври 2018 г. на 101-годишна възраст в болница Ханой.